# Universidade Macquarie
Macquarie University é uma universidade pública da Austrália. Está classificada entre as dez melhores universidades do país.
O campus principal está localizado no subúrbio de Sydney North Ryde, tendo 126 hectares. A universidade foi fundada em 1964 como a terceira Universidade de Sydney. Oferece uma vasta gama de graus e tem uma forte reputação nas áreas de Quiropraxia, Negócios, Finanças e Línguas.
A Macquarie University desenvolveu o Dicionário Nacional da Austrália - O Macquarie Dictionary. 

## Faculdades
A Universidade tem quatro faculdades:
- Faculdade de Letras
- Faculdade de Ciências
- Faculdade de Economia e Negócios
- Faculdade de Ciências Humanas

## Alunos
- Ian Thorpe [2]
- Rachael Carpani

## Professores
- Chris Forbes [3]
- Geoffrey Hull

## Fotos
|  |  |  |